# Салінгату
Салінгату (*бірм. စလင်္ကာသူ; 1455 — 1502) — 7-й володар М'яу-У в 1494—1502 роках. У бенгальців  відомий як Абдулла-шах.

## Життєпис
Походив зі знатного роду, ймовірно належав до однієї з гілок правлячої династії. 1494 року внаслідок заколоту міністрів було повалено правителя Ран Аунга, що був небожем за материнською лінією Салінгату. Останній отримав владу. Для зміцнення свого становища одружився з Со Місо, донькою правителя Ба Сопхью.
Насамперед опікувався внутрішніми питаннями. Задля запобігання подальшим змовам зміцнив охорону, впровадив суворий регламент розкладу, за яким ворота царського палацу і столиці держави могли бути відкритими. Створив нову охорону для палацу й столиці. Також подорожував державу завжди у супроводжені міцної охорони.
Помер Салінгату 1502 року. Йому спадкував син Мінраза.